# Het Wilde Weten
Het Wilde Weten is een cultuurpand, gevestigd in een voormalig zuster-klooster in de Rotterdamse deelgemeente Delfshaven. Er bevinden zich een tentoonstellingsruimte, een studio voor internationale artiesten en circa vijftien ateliers voor kunstenaars en vormgevers.

## Algemeen
Kunstenaarsinitiatief Het Wilde Weten heeft haar onderkomen in een monumentaal gebouw aan de Robert Fruinstraat in Rotterdam. In dit voormalige woongebouw van Franciscaner nonnen zijn sinds 1992 kunstenaars gehuisvest. De oude kloosterruimtes zijn dienst gaan doen als atelierplekken, en in de oude kapel zijn bovendien een projectzaal en een keuken te vinden.
In de periode 2003-2004 werd het pand gerenoveerd met de hulp van de 'Dienst Kunst en Cultuur' (DKC) van de Gemeente Rotterdam. Na de heropening in augustus 2004 nam ook het aantal activiteiten toe.

## (Oud-)kunstenaars
- Marc Bijl
- Jeroen Bosch
- Libia Castro and Ólafur Ólafsson
- Han Hoogerbrugge
- Susanne Kriemann
- Erik van Lieshout
- Niels Post
- Daan Samson